# Измайловская Пасека (посёлок)
Посёлок Изма́йловская Па́сека (название с 26 августа 1960 года) — посёлок в Восточном административном округе города Москвы на территории района Измайлово.

## История
В 1865 году по инициативе Императорского Русского общество акклиматизации животных и растений в Измайлове, где в середине XVII века находился знаменитый пчельник царя Алексея Михайловича, открылась Измайловская учебно-опытная пасека. В 1867 году на пасеке открылась первая в России пчеловодная выставка. В 1875 году здесь появился музей с уникальной коллекцией ульев. На пасеке проводили научные опыты и одновременно готовили специалистов высокого класса, здесь работали курсы для пасечников. В октябре 1921 года вышел в свет первый номер нового журнала «Пчеловодное дело», послужившего основой для современного журнала «Пчеловодство». В 1925 году учебно-опытное хозяйство «Измайловская пасека» (за Семёновской заставой) состояло при Московском высшем зоотехническом институте и управлялось А. Е. Титовым. В 1929 году возможно уже входило в объединение учебно-опытных хозяйств «Госсельжив». В 1930-е годы пасека переходила из одного ведомства в другое, и её деятельность постепенно сошла на нет.
Посёлок получил своё название 26 августа 1960 года.
В настоящее время на историческом месте расположена небольшая пасека, принадлежащая дирекции спецлесхоза «Исторический», где создан эколого-просветительский центр «Царская пасека», названный в честь пчельника Алексея Михайловича. Вокруг «Царской пасеки» организуется сеть эколого-познавательных экскурсионных маршрутов, на территории пасеки построены беседки, установлены новые резные ворота, забор, скамейки, вычищен пруд, устроены прогулочные дорожки и газон, разбит цветник. С помощью дирекции НИИ пчеловодства выполнены три копии колод-ульев «Царь», «Царица» и «Царевна», которые раньше украшали пасеку.

## Расположение
Посёлок Измайловская Пасека расположен на территории Измайловского парка у пересечения просеки, соединяющей Красный пруд на западе и Лебедянский пруд на востоке, с асфальтированной дорожкой, проходящей от шоссе Энтузиастов на юге до станции метро «Измайловская» на севере. На территории посёлка расположен небольшой пруд.

## Примечательные здания и сооружения
По нечётной стороне:
- д. 1 — эколого-просветительский центр «Царская пасека».

## Транспорт

### Наземный транспорт
Посёлок Измайловская Пасека находится в глубине Измайловского парка на значительном удалении от маршрутов наземного общественного транспорта. Севернее посёлка расположены остановки «Метро „Измайловская“» автобусов 34, 34к, 223 (на 1-й Парковой улице и на Измайловском проспекте), 34, 34к, 97, т51, 223 (на Измайловском проспекте); западнее, на Московском проспекте, — остановка «Главная аллея» автобусов 7, 131, трамваев 11, 12, 34; южнее, на шоссе Энтузиастов, — остановка «3-я Владимирская улица» автобусов 20, 211, 214, 702, т30, трамваев 38, 43.

### Метро
- Станция метро «Измайловская» Арбатско-Покровской линии — севернее посёлка, на Измайловском проспекте.